# Островский, Валентин Николаевич
Валенти́н Никола́евич Остро́вский (14 ноября 1945, Ленинград — 18 сентября 2006, Санкт-Петербург) — советский и российский физик, доктор физико-математических наук, профессор.

## Биография
Родился в семье инженера-физика. В 1963 году окончил школу и поступил на физический факультет Ленинградского государственного университета, который окончил с отличием в 1969 году. В 1969–1972 годах учился в аспирантуре, по окончании которой защитил кандидатскую диссертацию под руководством Ю. Н. Демкова. В 1972–1981 годах работал в ЛГУ в должности младшего научного сотрудника, затем ассистента. В 1981 году защитил докторскую диссертацию, в 1981–2001 годах работал в НИИ физики ЛГУ в должности старшего, затем ведущего научного сотрудника. В 2001–2006 годах был профессором кафедры квантовой механики физического факультета СПбГУ, в 2002–2006 годах — заведующим кафедрой квантовой механики. 

### Личная жизнь
- Жена — Инна Юрьевна Юрова, физик-теоретик, доктор физико-математических наук, ведущий научный сотрудник кафедры квантовой механики физического факультета СПбГУ.

## Научная деятельность
Основным научным интересом Островского была теоретическая атомно-молекулярная физика (атом-атомные столкновения, химические реакции, математические модели неадиабатических переходов, пороговые законы, дважды возбужденные и ридберговские состояния, электронные корреляции, процессы в сильном лазерном поле, квантовые основания периодической системы элементов и многие другие аспекты современной квантовой теории в применении к атомным и молекулярным системам и кластерам).
Островский многократно выступал с приглашенными докладами на национальных и международных конференциях, приглашался для научной работы во Францию, Германию, Данию, Великобританию, Швецию, Норвегию, США, Мексику, Японию, Китай и Австралию. Работы Островского получили широкое научное признание: в литературе имеется свыше тысячи ссылок на его публикации. Он также вошёл в «активный» список сайта www.scientific.ru (свыше ста цитирований работ, опубликованных за последние семь лет). 
Является автором более двухсот научных статей. Под его руководством было защищено восемь кандидатских диссертаций.

## Признание
- 1977 — Первая премия Ленинградского университета за монографию «Метод потенциалов нулевого радиуса в атомной физике» (совместно с Ю. Н. Демковым).